# Вязовка (Михайловское муниципальное образование)
Вязовка — деревня в Саратовском районе Саратовской области России. С 1 января 2022 года входит в состав городского округа город Саратов.

## Физико-географическая характеристика
Деревня окружённая лесным массивом расположена в юго-западной части Саратовского района, недалеко от села Сосновка. Расстояние до административного центра села Михайловка — 12 км, до областного центра составляет 28 км. С областным центром Вязовка связана автодорогой с грунтовым покрытием. 
Часовой пояс
Деревня Вязовка, как и вся Саратовская область, находится в часовой зоне МСК+1. Смещение применяемого времени относительно UTC составляет +4:00.
Уличная сеть
В деревне Вязовка одна единственная улица — Центральная. 

## Население
| 2010 |
| ---- |
| 2    |

В деревне на 1 января 2018 года проживало 3 человека, насчитывается 2 домовладения.

## Достопримечательности
- Рядом с деревней расположен лесной массив "Дарьина роща".